# Bakonyszücs
Bakonyszücs es un pueblo ubicado en el distrito de Pápa, en el condado de Veszprém, Hungría.

## Superficie
Posee una superficie de 35,21 kilómetros cuadrados.

## Demografía
Hasta 2019 la población era de 278 habitantes, con una densidad de población de 7,895 habitantes por kilómetro cuadrado.